# Сапна (община)
Община Сапна (босн. и хорв. Opština Sapna, серб. Општина Сапна) — боснийская община, расположенная в Тузланском кантоне Федерации Боснии и Герцеговины. Административным центром является Сапна.

## Население
По предварительным данным переписи в конце 2013 года население общины составляло 12 136 человек.